# Sportclub Elite von 1921
Der Sportclub Elite von 1921, kurz auch SC Elite oder SC Elite Hannover, ist ein Sportverein in Hannover, der die Sportarten Fußball, Boxen und Gewichtheben anbietet. Der eingetragene Verein mit eigenem Sportplatz ist zudem Veranstalter des Großen Preises von Hannover im Kraftsport mit bundesweiter Beteiligung. Standort des Vereins ist die nahe dem Stadion der HDI-Arena gelegene Adresse Stadionbrücke 5 Ecke Stammestraße im Stadtteil Linden-Süd.

## Geschichte und Beschreibung
Der Sportverein ursprünglich wenige Jahre nach dem Ersten Weltkrieg und zu Beginn der Weimarer Republik im Jahr 1921 anfangs für das Rugby-Spiel unter dem Namen Rasensportclub (RC) Elite gegründet.
Zur Zeit des Nationalsozialismus und aufgrund des Beginns des Zweiten Weltkrieges fusionierte der RC Elite mit dem bereits 1907 gegründeten SC Linden von 1907 dann zum Sportclub Elite von 1907, der – mitten im Krieg – 1941 den Deutschen Meistertitel errang.
Nach dem Krieg und noch unter der britischen Militärregierung wurde der Sportclub 1946 neu gegründet; dabei wurde der SC Linden wieder abgetrennt und der SC Elite als Rugbyverein unter seinem heutigen Namen weitergeführt.
Nachdem 1959 der Sportplatz an der Stadionbrücke über die Ihme in Besitz genommen worden war, bot der Verein ab 1966 auch Fußball an, ab 1987 auch Kraftsport, zunächst als „Bankdrücken“. Die Sportart Rugby wurde Mitte der 1970er Jahre aufgegeben.

## Erfolge

### Rugby
- 1941: Deutscher Rugby-Meister[1]

## Persönlichkeiten
- Güney Artak, Schiedsrichter[4]
- Hermann Behlert, zeitweilig Vorsitzender des Deutschen Rugby-Verbands[3]